# Szenzoros integrációs zavar
Szenzoros integrációs zavarnak nevezzük (Sensory Processing Disorder, SPD) azt a tünetegyüttest, amikor az érintett nem képes megfelelően feldolgozni  a környezetéből vagy akár a saját szervezetéből  származó ingereket. A szenzoros integrációs zavart az 1970-es évek elején Anna Jean Ayres amerikai gyermekpszichológus írta le először. Kutatásainak fókuszában az agy ingerfeldolgozó funkcióját vizsgálta, és erre dolgozta ki elméletét, amely szerint bizonyos esetekben az agy nem képes megfelelően funkcionálni, és ez  magatartásbeli, beilleszkedési és tanulási zavarokat okoz. Az érzékszervi integráció zavara esetén az érintett saját testéből vagy a környezetéből származó benyomások feldolgozása során gátlások lépnek fel. Ez csökkenti a teljesítményt az élet legfontosabb területein, mint például a munka, a társadalmi élet  vagy a mindennapi tevékenységek. 1972-ben Anna Jean Ayres foglalkozási terapeuta az alábbiak szerint határozta meg az érzékszervi integrációt: "A neurológiai folyamat, amely szervezi a testünkből és a környezetből érzékszervi benyomásokat, és lehetővé teszi a test hatékony felhasználását a környezetben."